# Московский областной комитет КПСС
Московский областной комитет КПСС — руководящий партийный орган областной организации Коммунистической партии Советского Союза, существовавший в Московской области с 1929 по 1991 год. Являлся высшим органом  областной организации КПСС между областными конференциями КПСС. Образован вместе с областью на части территории Московской, Тверской, Тульской и Рязанской губерний.. Располагался по адресу: г. Москва, Старая площадь, дом 6.
Комитет избирался областными конференциями КПСС. Занимался реализацией решений областных конференций, организацией и утверждением районных партийных организаций Московской области, выполнением решений ЦК партии. Подчинялся (до 1990 года) Центральному комитету КПСС ( с 1990 – ЦК коммунистической партии РСФСР).
Для повседневного руководства работой областной партийной организации обком избирал бюро, а для рассмотрения текущих вопросов и проверки их исполнения создавал секретариат. На пленумах комитетов утверждались также председатели партийных комиссий, заведующие отделами этих комитетов, редакторы партийных газет и журналов. Для рассмотрения текущих вопросов и проверки их исполнения создавался секретариат. Пленум областного комитета созывался не реже одного раза в четыре месяца.
Высшим должностным лицом областной организации КПСС являлся первый секретарь, избиравшийся на пленуме областного комитета КПСС по предложению секретариата Центрального Комитета КПСС. Кандидатуры второго (как правило, отвечал за организационные вопросы) и третьего секретарей (как правило, отвечал за идеологические вопросы) согласовывались также с секретариатом ЦК КПСС.
Обком КПСС отвечал за проведение политики партии в области, вёл политическую и организаторскую работу по выполнению всеми государственными и общественными организациями директив и решений партии, указаний её Центрального комитета, проводил идеологическую работу, руководил работой Советов депутатов трудящихся, профсоюзов, комсомола и других организаций, а также средств массовой информации через работающих в них коммунистов, решал социально-экономические задачи, контролировал деятельность учреждений науки, культуры, образования, занимался подбором и расстановкой руководящих кадров, организацией учреждений партии в пределах области.

## Первые секретари
- 18.09.1929—22.04.1930 — Бауман, Карл Янович
- 22.04.1930—07.03.1935 — Каганович, Лазарь Моисеевич
- 07.03.1935—10.02.1938 — Хрущёв, Никита Сергеевич
- 10.02.—02.11.1938 — Угаров, Александр Иванович
- 02.11.1938—10.05.1945 — Щербаков, Александр Сергеевич
- 12.06.1945—16.12.1949 — Попов, Георгий Михайлович
- 16.12.1949—10.03.1953 — Хрущёв, Никита Сергеевич
- 10.03.1953—25.03.1954 — Михайлов, Николай Александрович
- 27.03.1954—02.03.1959 — Капитонов, Иван Васильевич
- 02.03.1959—06.07.1960 — Демичев, Пётр Нилович
- 06.07.1960—17.01.1963 — Абрамов, Григорий Григорьевич
- 17.01.1963—15.12.1964 — Конотоп, Василий Иванович(сельский), Демченко, Владимир Акимович (промышленный)
- 15.12.1964—16.11.1985 — Конотоп, Василий Иванович
- 16.11.1985—14.12.1990 — Месяц, Валентин Карпович
- 15.12.1990—29.08.1991 — Балашов, Борис Иванович

## Вторые секретари
- 1929—1930 — Полонский, Владимир Иванович
- 1930—1930 — Леонов, Фёдор Григорьевич
- 1930—1931 — Рындин, Кузьма Васильевич
- 1931—1932 — Каминский, Григорий Наумович
- 1932—1934 — Рындин, Кузьма Васильевич
- 1934—1935 — Хрущёв, Никита Сергеевич
- 1935—1937 — Марголин, Натан Вениаминович
- 1937—1937 — Коротченко Демьян Сергеевич
- 1937—1937 — Раков, Григорий Петрович
- 1937—1938 — Дедиков, Николай Ильич
- 1939—1948 — Черноусов, Борис Николаевич
- 1948—1950 — Жолнин, Сергей Андреевич
- 1950—1951 — Алексеев, Виктор Петрович
- 1951—1951 — Олейник, Захар Фёдорович
- 1951—1952 — Капитонов, Иван Васильевич
- 1952—1956 — Гришин, Виктор Васильевич
- 1956—1956 — Игнатов, Николай Фёдорович
- 1956—1959 — Конотоп, Василий Иванович
- 1959—1960 — Абрамов, Григорий Григорьевич
- 1960—1963 — Колчина, Ольга Павловна
- 1964—1967 — Демченко, Владимир Акимович
- 1967—1974 — Папутин, Виктор Семёнович
- 1974—1989 — Борисенков, Василий Михайлович
- 1989—1991 — Новиков, Виктор Фёдорович